# Mîșerîne, Popilnea
Mîșerîne (în ucraineană Мишерине) este un sat în comuna Lîsivka din raionul Popilnea, regiunea Jîtomîr, Ucraina.

## Demografie
Componența lingvistică a localității Mîșerîne
     Ucraineană (87,5%)
     Rusă (12,5%)
Conform recensământului din 2001, majoritatea populației localității Mîșerîne era vorbitoare de ucraineană (87,5%), existând în minoritate și vorbitori de rusă (12,5%).